# Fritz Lindemann

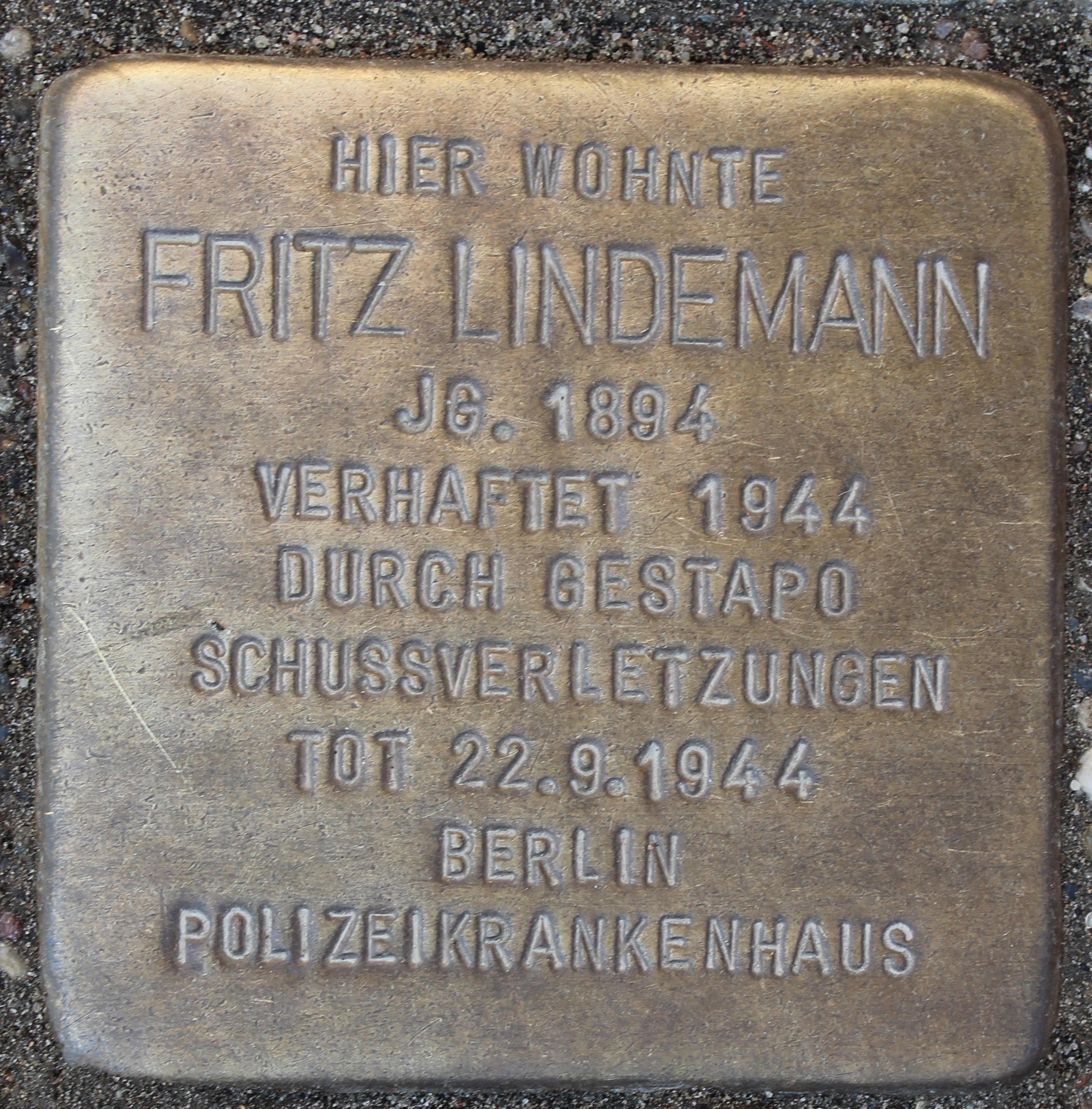
Stolperstein für Fritz Lindemann in der Maria-Louisen-Straße 57 in Hamburg-Winterhude

Fritz Lindemann (* 11. April 1894 in Charlottenburg; † 22. September 1944 in Berlin-Plötzensee) war ein deutscher General der Artillerie und Widerstandskämpfer gegen den Nationalsozialismus.

## Leben

### Ausbildung und Erster Weltkrieg
Fritz Lindemann war der Sohn von Gertrud Lindemann, geborene Reinecke, und Friedrich Lindemann, einem Artillerieoffizier und späteren Generalleutnant. 1912 legte Fritz als Jahrgangsbester sein Abitur ab. Der Besuch des Gymnasiums galt als prägend für seine ethischen Denk- und Handlungsweisen. Unmittelbar nach seinem Abitur trat er in das 4. Garde-Feldartillerie-Regiment ein, das in Potsdam stationiert war. 1913 zum Leutnant ernannt, wurde Lindemann nach Beginn des Ersten Weltkriegs an der Westfront eingesetzt. Im November 1914 wurde er mit dem Eisernen Kreuz II. Klasse ausgezeichnet. 1916 erfolgte seine Beförderung zum Oberleutnant. Im Folgejahr erhielt er das Eiserne Kreuz I. Klasse. 1918 erfolgte seine Versetzung in den Generalstab der 35. Infanterie-Division Grenzschutz Ost nach Westpreußen.

### Zwischenkriegszeit
Während der Novemberrevolution beteiligte sich Lindemann als Mitglied eines Freikorps aktiv an der Zerschlagung der Räteherrschaft in Düsseldorf.
In der Zeit vom 30. April bis 3. Juni 1919 wurde Lindemann mit fünf weiteren Offizieren zum Schutz der deutschen Delegation auf der Pariser Friedenskonferenz abkommandiert. In dieser Zeit kam er zu der Überzeugung, dass sich Militärangehörige nie allein auf militärisches Denken beschränken dürfen, sondern zusätzlich politische Aspekte zu berücksichtigen haben.
Noch 1919 wurde Lindemann in die Reichswehr übernommen, in der er bis zum Rang eines Oberstleutnants aufstieg. Er war ein Befürworter der Weimarer Republik und lehnte als Konsequenz daraus den rechtsgerichteten Lüttwitz-Kapp-Putsch von 1920 ab.
Am 2. Oktober 1922 heiratete Lindemann Lina von Friedeburg, die Nichte des badischen Offiziers Ludwig Friedrich von Friedeburg. Aus der Ehe gingen drei Kinder hervor. Lina wurde 1944 verhaftet und im April 1945 als SS-Geisel nach Südtirol verschleppt und dort am Pragser Wildsee befreit.
Seit 1923 absolvierte Lindemann eine Generalstabs-Ausbildung, nach deren Anschluss er 1926 zur Heeres-Statistischen Abteilung (T3) des Truppenamts im Reichswehrministerium (Berlin) abkommandiert wurde. Dort war er Kurt von Schleicher unmittelbar unterstellt und arbeitete mit Friedrich Olbricht, einem späteren Gefährten im Widerstand gegen den NS-Staat, zusammen. Nach einer Versetzung nach Sprottau als Artilleriechef (1929) belegte Lindemann einen Kurs zur Weiterbildung besonders befähigter Generalstabsoffiziere und nahm an der Berliner Universität ein Studium der Wirtschaftswissenschaften auf.
Nach der „Machtergreifung“ der Nationalsozialisten (1933) hegte Lindemann Skepsis gegen den totalitären Anspruch des Regimes, billigte aber die Politik der Aufrüstung Deutschlands. Zwischen 1933 und 1936 unterrichtete er als Ausbilder für Generalstabsoffiziere an der Kriegsakademie in Berlin.
Nach einer Versetzung nach Hamburg (1936) und seiner Beförderung zum Oberst (1937) verließ Lindemann am 31. Juli 1938 die Wehrmacht. Am 30. August 1938 beantragte er die Aufnahme in die NSDAP und wurde rückwirkend zum 1. August desselben Jahres aufgenommen (Mitgliedsnummer 6.995.035).
Im Oktober des gleichen Jahres begann er eine journalistische Arbeit als Kommentator bei den Kieler Neueste Nachrichten mit dem Fachgebiet Militärpolitik.

### Zweiter Weltkrieg
Kurz vor Beginn des Zweiten Weltkriegs wurde Lindemann im Rahmen der Mobilmachung reaktiviert und nahm als Artilleriekommandeur 138 (Arko 138) am Überfall auf Polen teil. Im weiteren Kriegsverlauf nahm er an der Besetzung Frankreichs (1940) und dem Angriff auf die Sowjetunion (1941) teil. Seine Ablehnung der deutschen Angriffskriege machte Lindemann nun zu einem entschiedenen Gegner der NS-Herrschaft. Im Januar 1942 übernahm er den Befehl über die 132. Infanterie-Division. Mit dieser war er ab Sommer an der Eroberung der Festung Sewastopol sowie an den Abwehrschlachten an der Wolchow-Front beteiligt. Der Kriegsverlauf nährte seine Zweifel an der Möglichkeit eines deutschen Sieges.
Ab Oktober 1943 führte Lindemann den Stab der Artillerie beim Oberkommando des Heeres (OKH). In dieser Position konnte er erste Verbindungen zum militärischen Widerstand um Henning von Tresckow und Claus Schenk Graf von Stauffenberg knüpfen. Im Dezember wurde Lindemann zum General der Artillerie befördert.
Spätestens seit 1944 nahm Lindemann aktiv an den Vorbereitungen des Attentats auf Hitler teil und muss somit zu dem engsten Kreis der Verschwörer gerechnet werden. Für die Zeit nach dem geplanten Umsturz war er als Sprecher einer neuen Regierung vorgesehen. Im Auftrag von Generaloberst Ludwig Beck sollte Lindemann im Rundfunk den ersten Aufruf an die deutsche Bevölkerung verlesen. Nach dem Scheitern des Attentats tauchte Lindemann zuerst in Dresden unter. Mit Hilfe von Hans Ludwig Sierks und Carl Adolf Marks wurde er nach Berlin zu Erich Gloeden geschleust, in dessen Haus er zusammen mit der Ehefrau Elisabeth Charlotte Gloeden und deren Mutter Elisabeth Kuznitzky versteckt lebte.
Am 4. August 1944 wurde Lindemann wegen seiner Verstrickung in das gescheiterte Attentat auf Hitler durch den zwei Tage zuvor gebildeten Ehrenhof aus der Wehrmacht unehrenhaft ausgestoßen, so dass das Reichskriegsgericht für die Aburteilung nicht mehr zuständig war. Eine intensive Fahndung nach ihm wurde aufgenommen, die Behörden setzten für seine Ergreifung eine Belohnung von 500.000 Mark aus. Bald darauf wurde Lindemann verraten und durch die Geheime Staatspolizei am 3. September im Hause Gloeden aufgespürt. Beim Versuch, sich aus dem Fenster zu stürzen, wurde er durch Schüsse in Bauch und Unterschenkel schwer verletzt. An den Folgen dieser Verletzungen starb Fritz Lindemann nach mehreren Operationen – und ständigen Verhören – im Berliner Polizeikrankenhaus. Carl Marks, Hans Ludwig Sierks, Erich Gloeden, Elisabeth Charlotte Gloeden und Elisabeth Kuznitzky wurden verhaftet und nach Prozessen vor dem Volksgerichtshof zum Tode verurteilt. Carl Marks und Hans Ludwig Sierks wurden im April 1945 erschossen, Erich Gloeden, Elisabeth Charlotte Gloeden und Elisabeth Kuznitzky am 30. November 1944 in Plötzensee enthauptet.
Fritz Lindemanns Tochter Marie-Luise (10 Jahre) wurde in das Kinderheim im Borntal in Bad Sachsa vom 26. August 1944 bis Dezember 1945 verschleppt. Seine Söhne Friedrich und Georg bekamen Haftstrafen von sieben beziehungsweise fünf Jahre Zuchthaus, wegen Wehrkraftzersetzung und Nichtanzeige eines Landes- und Hochverrats.

## Auszeichnungen
- Hanseatenkreuz Hamburg
- Ritterkreuz des Eisernen Kreuzes am 4. September 1941[6]
- Deutsches Kreuz in Gold am 23. August 1942[6]
- Krimschild
- Ehrenblattspange des Heeres 1942
- Rumänischer Militärorden Michael der Tapfere III. Klasse am 8. Mai 1942
- Orden der Krone von Rumänien, Großoffizierskreuz mit Krone und Schwertern 1942
- Vor seinem Wohnsitz in der Maria-Louisen-Straße 57 in Hamburg-Winterhude wurde ein Stolperstein für ihn verlegt